# Elbigenalp
Elbigenalp település Ausztria tartományának, Tirolnak a Reutte járásában található. Területe 33,09 km², lakosainak száma 847 fő, népsűrűsége pedig 26 fő/km² (2014. január 1-jén). A település 1039 méteres tengerszint feletti magasságban helyezkedik el.
A település részei: Köglen, Elbigenalp, Untergiblen, Obergrünau, Untergrünau és Obergiblen.

## Híres emberek
- Itt született Anna Stainer-Knittel (1841–1915) osztrák festő.

## Fordítás
- Ez a szócikk részben vagy egészben  az   Elbigenalp című angol Wikipédia-szócikk ezen változatának fordításán alapul.  Az eredeti cikk szerkesztőit annak laptörténete sorolja fel. Ez a jelzés csupán a megfogalmazás eredetét és a szerzői jogokat jelzi, nem szolgál a cikkben szereplő információk forrásmegjelöléseként.